# ラーギ
ラーギ（伊: Laghi）は、イタリア共和国ヴェネト州ヴィチェンツァ県にある、人口約100人の基礎自治体（コムーネ）。

## 地理

### 位置・広がり

#### 隣接コムーネ
隣接するコムーネは以下の通り。括弧内のTNはトレント自治県（トレンティーノ＝アルト・アディジェ州）所属を示す。
- アルシエーロ
- フォルガリーア (TN)
- ラステバッセ
- ポージナ
- テッラニョーロ (TN)

### 気候分類・地震分類
気候分類では、zona F, 3173 GGに分類される。
また、イタリアの地震リスク階級 (it) では、zona 3 (sismicità bassa) に分類される。